# Globocephalus
Globocephalus ist eine Gattung der Hakenwürmer mit 33 Arten. Sie ist die einzige Gattung in der Untertribus Globocephalinii. Das Wirtspektrum ist relativ breit und reicht von Primaten, Sikahirschen, Schweinen und Nagetieren bis zu Opossums. Die größte tiermedizinische Bedeutung hat die Gattung, weil acht Arten Auslöser der Globocephalose bei Schweinen sind.

## Merkmale
Erkennungsmerkmale sind die nach vorn-oben gerichtete Mundöffnung, welche keine Zähne oder Schneideplatten trägt, sowie die etwas hinter der Körpermitte angeordnete Vulva.

## Systematik
Die Untertribus wurde von Travassos & Vogelsang zunächst als Unterfamilie Globocephalinea angelegt. Synonyme der Gattung sind Cystocephalus, Characostomum, Crassioma und Raillietostrongylus. Das Interim Register of Marine and Nonmarine Genera listet folgende Arten:
- Globocephalus amucronatus (Smit & Notosoediro, 1926), Wirt Schweine
- Globocephalus asmilium (Railliet, Henry & Joueux, 1913), Wirt Javaneraffe
- Globocephalus callosciuri Cassone & Krishnasamy, 1986, Wirt Graubauchhörnchen
- Globocephalus connorfili Lane, 1922, Wirt Schweine
- Globocephalus gigantospiculatus Nguyen-Thi-Le, 1978, Wirt Marder
- Globocephalus longemucronatus Molin, 1861, Wirt Schweine
- Globocephalus lutrae Wu et Hu, 1938, Wirt Marder
- Globocephalus marsupialis Teixeira de Freitas & Lent, 1936, Wirt Graue Vieraugenbeutelratte
- Globocephalus mexicanus Gonzalez-Ortega, 1986, Wirt Rußige Taschenratte
- Globocephalus samoensis (Lane, 1922), Wirt Schweine
- Globocephalus sichuanensis Wu-Jie & Ma-Fuh, 1984, Wirt Schweine
- Globocephalus simiae Yamaguti, 1954, Wirt Primaten
- Globocephalus urosubulatus (Alessandrini, 1909), Wirt Schweine
- Globocephalus versteri Ortlepp, 1964, Wirt Buschschweine